# بخش اورنج (کارول کانتی، اوهایو)
بخش اورنج (به انگلیسی: Orange Township) یک منطقهٔ مسکونی در ایالات متحده آمریکا است که در شهرستان کرول، اوهایو واقع شده‌است.
 بخش اورنج ۷۰٫۷ کیلومتر مربع مساحت و ۱٬۳۳۹ نفر جمعیت دارد و ۲۸۳ متر بالاتر از سطح دریا واقع شده‌است.